# Luis Gaviria
Luis Gaviria (Urrao, Colombia, 23 de febrero de 1955) es un psicofisiólogo clínico colombo-estadounidense, (medicina del estrés), neurocoach profesional, autor, conferencista internacional, piloto aviador y profesor de neurociencias, coaching y mentoring. Fue director del Biocomp Research Institute en Los Ángeles, California. 
Estuvo a cargo del programa de Medicina del Estrés en Unidades de Cuidados Intensivos en la Clínica las Américas, en Medellín, Colombia. Sus protocolos de neurofisiología en  acompañamiento a pacientes durante Craneotomía Despierta, han ayudado a alcanzar mejores desenlaces.  Es consultor corporativo en temas de neurociencia aplicada al liderazgo consciente y a la seguridad industrial, para la reducción de accidentes.
Luis Gaviria es pionero del Neurocoaching, junto con el Dr. David Rock, el Dr. Srini Pillay y el Dr. Ernesto Braidot. Fue profesor de posgrado en la Universidad EAFIT. Fue profesor invitado en la Facultad de Medicina de la Universidad de Antioquia en la Universidad Industrial de Santander y en la Universidad Autónoma de Bucaramanga. 
Es presidente de Gaventerprise Group Corporation, firma de consultoría de los Estados Unidos. Es director general del Neuroscience & Coaching Institute, con base en Texas, en los Estados Unidos. Fue presidente de la International Association of Coaching, IAC, para el período 2022 - 2023 a nivel mundial. Es miembro de Institute of Coaching Professional Association at Harvard University.
Luis Gaviria fue estudiante del Dr. Hershel Toomim, pionero del biofeedback, y principal proponente de la HemoEncephalography, una disciplina de Neurofeedback.  Su trabajo y filosofía han sido influenciados por el Dr. Francis Collins (geneticist), Bernie Siegel y Albert Schweitzer. Como proponente y desarrollador del Neurocoaching, Luis Gaviria ha trabajado con miles de personas alrededor del mundo, en los campos de Manejo del Estrés, Desarrollo Personal, Coaching en Salud y Coaching Personal. La televisión pública Public Broadcasting Service y el canal Miami - WLRN-TV 17 produjeron una serie completa llamada "Universo Interior", dedicado a él y su trabajo. 
Es el autor del libro "Aprovechando el estrés para triunfar". Es coautor del libro de medicina Factores de Riesgo Cardiovascular: mitos y realidades. Ha publicado varios audiolibros como La fuerza del perdón, Un Encuentro muy Especial, Cultivando la Serenidad, El valor de una caricia y una serie de cursos y conferencias dirigidas a facilitar el cambio personal, a través del uso del coaching, las neurociencias y la Andragogia. Es coautor de un artículo sobre "Craneotomía con el paciente despierto, manejo interdisciplinario"
Como miembro de equipos de neurocirugía, ha desarrollado protocolos especiales para mejorar los desenlaces para los pacientes en craneotomías despiertas, con base en Neurocoaching.